# Howard Hobson
Howard Andrew Hobson, (nacido el 4 de julio de 1903 en Portland, Oregon y fallecido el 9 de junio de 1991 en la misma ciudad) fue un entrenador de baloncesto estadounidense que ejerció en la Universidad de Oregón y en la de Yale. En su etapa universitaria compaginó fútbol americano y baloncesto.

## Trayectoria
- Kelso High School (1926-1928)
- Benson High School (1926-1928)
- Sout Oregon College (1928-1935)
- Universidad de Oregón (1935-1947)
- Universidad de Yale (1947-1956)